# Composizioni di Georges Bizet

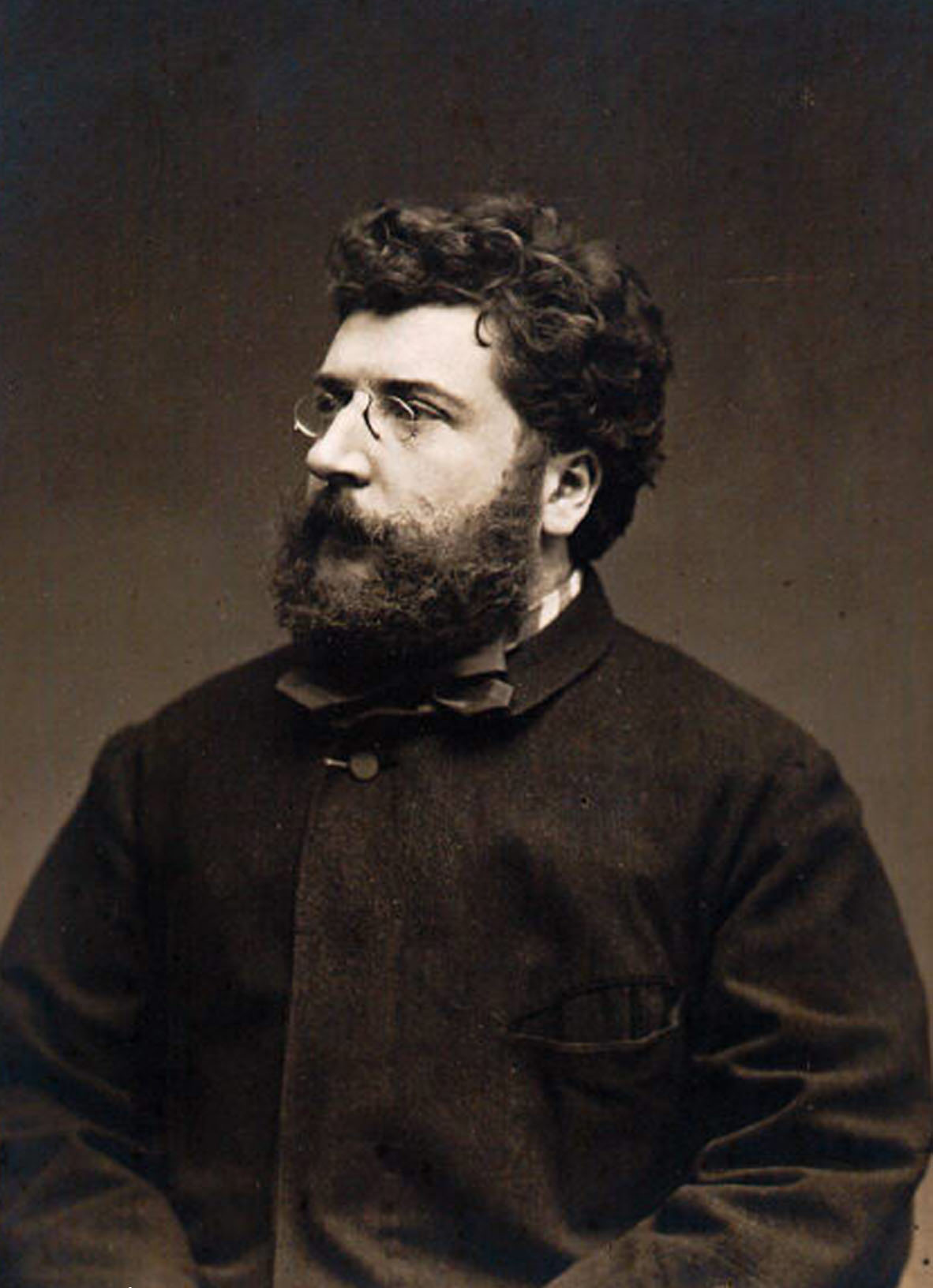
Georges Bizet nel 1875

Questo è un elenco di opere musicali del compositore francese Georges Bizet (1838–1875).

## Elenco delle opere

### Lavori teatrali
Opere:
- La maison du docteur (La casa del medico), opera comica, 1 atto, (H. Boisseaux; composta sia nel 1867 che nel 1859; mai eseguita)
- Le docteur Miracle (Dottor Miracolo), operetta, 1 atto, (L. Battu & L. Halévy, da R.B. Sheridan; composta nel 1856; prima esecuzione: Parigi, Bouffes-Parisiens, 9 aprile 1857)
- Don Procopio, opera buffa, 2 atti, (C. Cambiaggio, da L. Prividali; composta nel 1858–59; prima esecuzione: Monte Carlo, 10 marzo 1906)
- La prêtresse (La Sacerdotessa), operetta, 1 atto, (P. Gille; composta nel 1861 c.ca; mai eseguita)
- La guzla de l'émir (La guzla dell'emiro), opera comica, (J. Barbier & M. Carré; composta nel 1862 c.ca; mai eseguita)
- Ivan IV, opera, 5 atti, (F.-H. Leroy & H. Trianon; composta nel 1862–65 c.ca; prima esecuzione: Württemberg, Mühringen Castle, 1946)
- I pescatori di perle, opera, 3 atti, (E. Cormon & M. Carré; composta nel 1863; prima esecuzione: Parigi, Théâtre Lyrique, 30 settembre 1863)
- La bella fanciulla di Perth, opera, 4 atti, (J.-H. Vernoy de Saint-Georges & J. Adenis, da W. Scott); composta nel 1866; prima esecuzione: Parigi, Théâtre Lyrique, 26 dicembre 1867)
- Marlbrough s'en va-t-en guerre (Marlbrough va alla guerra), operetta, 4 atti, (P. Siraudin & W. Busnach; composta nel 1867, un atto solo, perso; prima esecuzione: Parigi, Théâtre de l'Athénée, 13 dicembre 1867; il titolo è stato preso dalla popolare canzone "Marlbrough s'en va-t-en guerre")
- La coupe du roi de Thulé (La Coppa del Re di Thule), opera, 3 atti, (L. Gallet & E. Blau; composta nel 1868–69, dopo la sua morte la partitura autografa è stata mutilata da varie mani[2] e rimangono solo frammenti; prima esecuzione: (estratti) BBC Radio, 12 luglio 1955)
- Clarisse Harlowe, opera comica, 3 atti, (Gille & A. Jaime, da S. Richardson; composta nel 1870–71, incompleta; mai eseguita)
- Grisélidis, opera comica, 1 atto, (V. Sardou; composta nel 1870–71, incompleta; mai eseguita)
- Djamileh, opera comica, 1 atto, (Gallet, da A. de Musset; composta nel 1871; prima esecuzione: Parigi, Opéra-Comique (Favart), 22 maggio 1872)
- Don Rodrigue, opera, 5 atti, (Gallet & Blau, da G. de Castro y Bellvis; composta nel 1872, bozza incompleta; mai eseguita)
- Carmen, opera, 4 atti, (H. Meilhac & L. Halévy, da P. Mérimée; composta nel 1873–74; prima esecuzione: Parigi, Opéra-Comique (Favart), 3 marzo 1875)

Musiche di scena:
- L'Arlésienne (La ragazza di Arles), musica di scena, 3 atti (A. Daudet; composta nel 1872; prima esecuzione: Parigi, Théâtre Vaudeville, 1º ottobre 1872)

### Opere orchestrali
- Ouverture in la, 1855
- Sinfonia in do maggiore, 1855
- Sinfonia Roma, 1868. Fantaisie symphonique “Souvenirs de Rome” in do maggiore
- Petite suite (cinque movimenti orchestrati da Jeux d'enfants)
- Overture Patrie, 1872
- Suite di Carmen, 1887. Compilò una suite orchestrale utilizzando alcuni brani della sua musica di scena per L'Arlesienne che, dopo la sua morte, Ernest Guiraud mise insieme in una seconda suite L'Arlésienne, anche se comprendeva anche musica da La jolie fille de Perth.

### Opere per coro e orchestra
- Clovis et Clotilde (cantata), 1857
- Te Deum, 1858
- Ode Symphony Vasco de Gama, 1859–60

### Canzoni
(parole di / anno di composizione)
- L'âme triste est pareille au doux ciel (Lamartine)
- Petite Marguerite (Olivier Rolland, 1854)
- La rose et l'abeille (Rolland, 1854)
- La foi, l'esperance et la charité (de Lagrave, 1854))
- Vieille chanson (Millevoye, 1865)
- Adieux de l'hôtesse arabe (Hugo, 1866)
- Apres l'hiver (Hugo, 1866)
- Douce mer (Lamartine, 1866)
- Chanson d'avril (Bouilhet, 1866)
- Feuilles d'album  (1866): "À une fleur" (de Musset), "Adieux à Suzon" (de Musset), "Sonnet" (Ronsard), "Guitare" (Hugo), "Rose d'amour" (Millevoye), "Le grillon" (Lamartine)
- Pastorale (Regnard, 1868)
- Rêve de la bien-aimée (de Courmont, 1868; dedicata a Léontine de Maësen)
- Ma vie a son secret (Arvers, 1868)
- Berceuse (Desbordes-Valmore, 1868)
- La chanson du fou (Hugo, 1868)
- La coccinelle (Hugo, 1868)
- La sirène (Mendès, 1868)
- Le doute (Ferrier, 1868)
- L'esprit saint
- Absence (Gautier)
- Chant d'amour (Lamartine)
- Tarentelle (Pailleron)
- Vous ne priez pas (Casamir Delavigne)
- Le colibri (Flan, 1868)
- Sérénade 'Oh, quand je dors' (Hugo)
- Vœu (Hugo, 1868)
- Voyage, Aubade, La nuit, Conte, Aimons, rêvons!, La chanson de la rose, Le Gascon, N'oublions pas!, Si vous aimez!, Pastel, l'abandonnée (queste canzoni provengono da opere drammatiche non identificate)

### Opere per pianoforte
- Notturno in fa maggiore
- Variations chromatiques de concert (Variazioni cromatiche da concerto; orchestrata da Felix Weingartner in 1933)
- Caprice in do diesis minore
- Caprice in do maggiore
- Chasse fantastique (La caccia fantastica)
- Romance sans paroles (Romanza senza parole) in do maggiore
- Thème brilliant in do
- Valzer in do maggiore
- Trois esquisses musicales (Tre schizzi musicali)
- Grande valse de concert in mi bemolle
- Marine
- Notturno in re maggiore
- Quattro Improvvisi
  - Improvviso n. 1, Allegro Moderato in fa minore
  - Improvviso n. 2, Allegretto in la bemolle maggiore
  - Improvviso n. 3, Andante (tema con varianti) in si bemolle maggiore
  - Improvviso n. 4, Allegro Scherzando in fa minore
- Chants du Rhin (Canzoni del Reno)
- Quattro preludi
- Chansons-Mélodies Romances sans Paroles: Chanson d'Avril, Extase, Méditation : Souvenir de l'Arlésienne[3]
- Venise : Romance sans Paroles[3]
- Jeux d'enfants (Giochi di bambini) 12 pezzi per duetto di pianoforte

1. L'escarpolette (L'altalena, Fantasia)
2. La toupie (La trottola, Improvviso)
3. La poupée (La bambola, Berceuse)
4. Les chevaux de bois (Cavalli di legno, Scherzo)
5. Le volant (Battledore e Shuttlecock, Fantasia)
6. Trompette et tambour (Tromba e tamburo, Marcia)
7. Les bulles de savon (Bolle di sapone, Rondò)
8. Les quatre coins (Il gatto nell'angolo, Schizzo)
9. Colin-maillard (Mosca cieca, Notturno)
10. Saute-mouton (Cavallina, Capriccio)
11. Petit mari, petite femme (Piccolo marito, piccola moglie, Duetto)
12. Le bal (Il ballo, Gallop)

### Trascrizioni
- Versione per pianoforte solista di tutti e tre i movimenti del Concerto per pianoforte n. 2 di Saint-Saëns

### Completamenti di lavori altrui
- Fromental Halévy – Noé, opéra, 3 atti. Libretto di Jules-Henri Vernoy de Saint-Georges; composta dal 1858 al 1862 e lasciata incompiuta alla morte di Halévy. Fu completata da Bizet nel 1865; prima rappresentazione Karlsruhe, 5 aprile 1885.